# Viljo Vesterinen

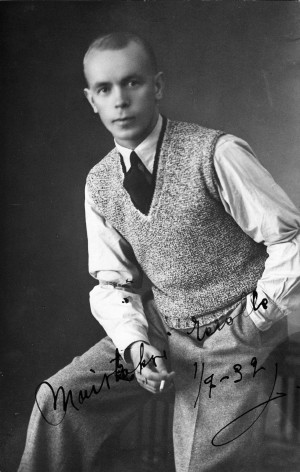
Viljo Vesterinen, 1932

Viljo "Vili" Vesterinen (* 26. März 1907 in Terijoki; † 18. Mai 1961 in Helsinki) war ein finnischer Akkordeonspieler und Komponist.
Vesterinen studierte Klavier and Cello in Vyborg, das Akkordeonspiel  brachte er sich aber selber bei. Er spielte in den frühen Jahren seiner Karriere in verschiedenen Orchestern. Die ersten Schallplattenaufnahmen machte er im Jahr 1929. Sein größter Hit war 1939  Säkkijärven polkka. Wenngleich die Komposition auch nicht seine eigene war, blieb diese Version doch die populärste Interpretation. Weiter bekannte Stücke sind Metsäkukkia (1931), Hilpeä hanuri (1936) und Valssi menneiltä ajoilta (1939). Vesterinen nahm insgesamt 130 Schallplatten auf. Alkoholprobleme und die Folgen starken Rauchens überschatteten die späten Jahre seiner Karriere, 
Vesterinen trat auch in einigen Kinofilmen auf. Der Film Säkkijärven polkka (1955) erzählt sein Leben.